# Monopenchelys acuta
Monopenchelys acuta är en fiskart som först beskrevs av Parr, 1930.  Monopenchelys acuta ingår i släktet Monopenchelys och familjen Muraenidae. IUCN kategoriserar arten globalt som livskraftig. Inga underarter finns listade i Catalogue of Life.